# Bergantiños
Bergantiños è una comarca della Spagna, situata nella comunità autonoma di Galizia ed in particolare nella provincia della Coruña.